# Renault Iliade
Renault Iliade är en serie bussar från Renault.
Busserien var en ansiktslyft version av Renault FR1 och lanserades 1997. Modellen bytte 2001 namn till Irisbus Iliade och ersattes 2006 av Irisbus Evadys.